# Kodeks 094
Kodeks 094 (Gregory-Aland no. 094), ε 016 (Soden) – grecki kodeks uncjalny Nowego Testamentu na pergaminie, paleograficznie datowany na VI wiek. Rękopis przechowywany jest w Greckiej Bibliotece Narodowej (Or. 2106) w Atenach.

## Opis
Do dziś zachowała się tylko 1 karta kodeksu (30 na 24 cm) z tekstem Ewangelii Mateusza (24,9-21). Tekst pisany jest dwoma kolumnami na stronę, 20 linijek w kolumnie.
Tekst kodeksu reprezentuje aleksandryjską tradycję tekstualną. Kurt Aland zaklasyfikował go do kategorii II.
Rękopis znaleziony został w Salonikach w roku 1890. Daniel Serruys sporządził pierwszy jego opis. Gregory w 1908 roku dał mu siglum 094. INTF datuje go na VI wiek.